# 林為人
林 為人（はやし ためと、英語: Weiren LIN）は、日本の地球科学者。京都大学大学院工学研究科都市社会工学専攻地球資源学講座教授。

## 人物・経歴
10代のころ鉱山技術者だった父を唐山地震で亡くし、母子家庭で貧しい生活を送った。
埠新鉱業学院（現遼寧工程技術大学）助教を経て、中華人民共和国煤炭工業部の日本語講座で日本語を学び、1987年から国費外国人留学生制度で日本に留学し、秋田地区の日中友好協会（辻兵吉会長）の教室で中国語中級を教えながら、秋田大学大学院鉱山学研究科で、岩石の破壊理論などを学んだ。
1989年秋田大学大学院鉱山学研究科修了、工学修士。1992年東北大学大学院工学研究科修了、博士（工学）。1999年日本国籍取得。
海洋研究開発機構高知コア研究所グループリーダーを経て、2016年京都大学大学院工学研究科ジオマネジメント工学講座環境資源システム工学分野教授。2018年京都大学大学院工学研究科都市社会工学専攻長、
京都大学大学院工学研究科地球・建築ブロック長、京都大学工学部地球工学科資源コース長。

## 受賞
- 岩の力学連合会論文賞 2014[9]
- 岩の力学連合会論文賞 2019[9]